# Joseph Cerrito
Giuseppe „Joseph“ Xavier Cerrito (* 25. Januar 1911 in Sizilien; † 8. September 1978) war ein italienisch-amerikanischer Mobster der amerikanischen Cosa Nostra und von 1964 bis 1972 das Oberhaupt der San Jose Crime Family aus San José (Kalifornien).

## Leben
Joseph Cerrito emigrierte in den 1920er Jahren aus Sizilien nach New York City, wurde dort ein Assoziierter von der Profaci-Familie und zog in den 1940er Jahren nach Kalifornien, wo er in den Reihen der San-Jose-Familie bis zum Underboss von Oberhaupt Onofrio Sciortino aufstieg. Sciortino starb im Jahr 1959 und Cerrito übernahm fortan die Führung der Familie.
Cerrito assoziierte mit Mafia-Mitgliedern in der ganzen Nation und auch in Sizilien. Unter Cerritos Führung bestand die Familie von San Jose aus rund 24 „gemachten Männern“ und sie alle folgten seiner Führung und bemühten sich um Aufrechterhaltung eines gesetzestreuen Erscheinungsbildes. Er selbst besaß drei Autohäuser in der Gegend von San Jose.
Im November des Jahres 1957 soll Cerrito an dem berühmten Apalachin-Meeting teilgenommen haben; eine Zusammenkunft von fast allen Bossen der amerikanischen Cosa Nostra, welche in der Gemeinde Apalachin im Bundesstaat New York abgehalten und von der örtlichen Polizei gestürmt wurde.
Im Jahr 1968 betitelte ihn das Life-Magazin öffentlich als Verbrecher-Chef von San Jose. Er klagte gegen das Unternehmen wegen Verleumdung, aber der Fall wurde schließlich abgeschmettert.
Giuseppe „Joseph“ Xavier Cerrito starb am 8. September 1978 eines natürlichen Todes als einer der erfolgreichsten Bosse einer kleineren Mafia-Organisation und sein loyaler Capo namens Angelo Marino wurde das neue Oberhaupt der Cerrito-Familie.